# Lamononia
Lamononia is een geslacht van kevers uit de familie  
kniptorren (Elateridae).
Het geslacht is voor het eerst wetenschappelijk beschreven in 1928 door Van Zwaluwenburg.

## Soorten
Het geslacht omvat de volgende soort:
- Lamononia monticola Van Zwaluwenburg, 1928